# Andrés Posada-Arango
Andres Posada-Arango ( 1839 - 1922) fue un médico, botánico, zoólogo, e ictiólogo colombiano.
En 1862, luego de servir como cirujano del ejército en las guerras civiles de 1860 y de 1861, vuelve a Medellín. En 1868 viaja a Europa y después de visitar varios países se instala en París donde se dedicó al estudio de la Medicina y de las Ciencias Naturales. Allí publicó Viaje de América a Jerusalén, y Ensayo etnográfico sobre los aborígenes del Estado de Antioquia en Colombia.

## Algunos escritos científicos
- 2010. Viaje de América a Jerusalén. Vol. 12 de Bicentenario de Antioquia. Editor Univ. EAFIT, 197 pp. ISBN 9587200705

- 1909. Estudios científicos del doctor Andres Posada: Con algunos otros escritos suyos sobre diversos temas y con ilustraciones ó grabados... Editor C.A. Molina, 432 pp.

- 1871. Ensayo etnográfico sobre los aborígenes del estado de Antioquia en Colombia. Editor Imp. de Rouge Hnos. y Cía. 32 pp. en línea Edición reimpresa de Kessinger Publ. 36 pp. 2010 ISBN 1169548342

- 1870. Extracto del diario de viaje que hizo Don Andrés Posada Arango de la América de Colombia a Loreto, Jerusalem y Roma en 1868. Con Francisco Sotomayor. Editor Impr. I. Escalante, 55 pp.

## Honores
Miembro
- fundador de la Academia de Medicina de Medellín, relator de los “Anales” y presidente de la Institución
- cofundador de la Academia Antioqueña de Historia[1]
- Sociedad Botánica de Francia
- Academia Internacional de Geografía Botánica, de Francia

### Condecoraciones
- Medalla Científica Internacional, y nombrado Caballero de la Sociedad

### Eponimia
- (Cucurbitaceae) Posadaea Cogn.[2]

- Vivero Dr. Andrés Posada-Arango, en Sopetrán, Occidente antioqueño[3]
- Atractus arangoi [4]
- La abreviatura «Posada-Ar.» se emplea para indicar a Andrés Posada-Arango como autoridad en la descripción y clasificación científica de los vegetales.[5]

## Abreviatura (zoología)
La abreviatura A. Posada-Arango  se emplea para indicar a Andrés Posada-Arango como autoridad en la descripción y taxonomía en zoología.

Edificio Morfología - Andrés Posada Arango - Universidad de Antioquia